# Westzaanplantsoen
Het Westzaanplantsoen is een plantsoen in Amsterdam-West. 
Het stadsparkje ligt ten noordwesten van de kruising Westzaanstraat en Houtmankade en heeft uitlopers tot aan de Van Noordtgracht. Daar waar de Westzaanstraat haar naam kreeg in 1908 en de Van Noordgracht/kade al in 1878 bleef het plantsoen officieel naamloos, maar buurtbewoners noemden het steevast Westzaanplantsoen. Dat leverde problemen op indien nooddiensten snel ter plekke moesten zijn. Daarom werd in 2018 het traject in gang gezet om de naam officieel te maken, hetgeen per raadsbesluit van 5 februari 2019 gebeurde.
Het plantsoen kent geen huisnummers, alhoewel het plantsoen rondom een kinderdagverblijf ligt, maar die heeft van oudsher een nummer aan de Houtmankade 60. 
Aan de zuidkant van de plein staat een woonblok aan de Westzaanstraat en Houtmankade dat in de Amsterdamse Schoolstijl is ontworpen door Ferdinand Jantzen. Aan de westzijde van het plantsoen aan de Westzaanstraat staat het beeld Vaarwel van Godelieve Smulders.

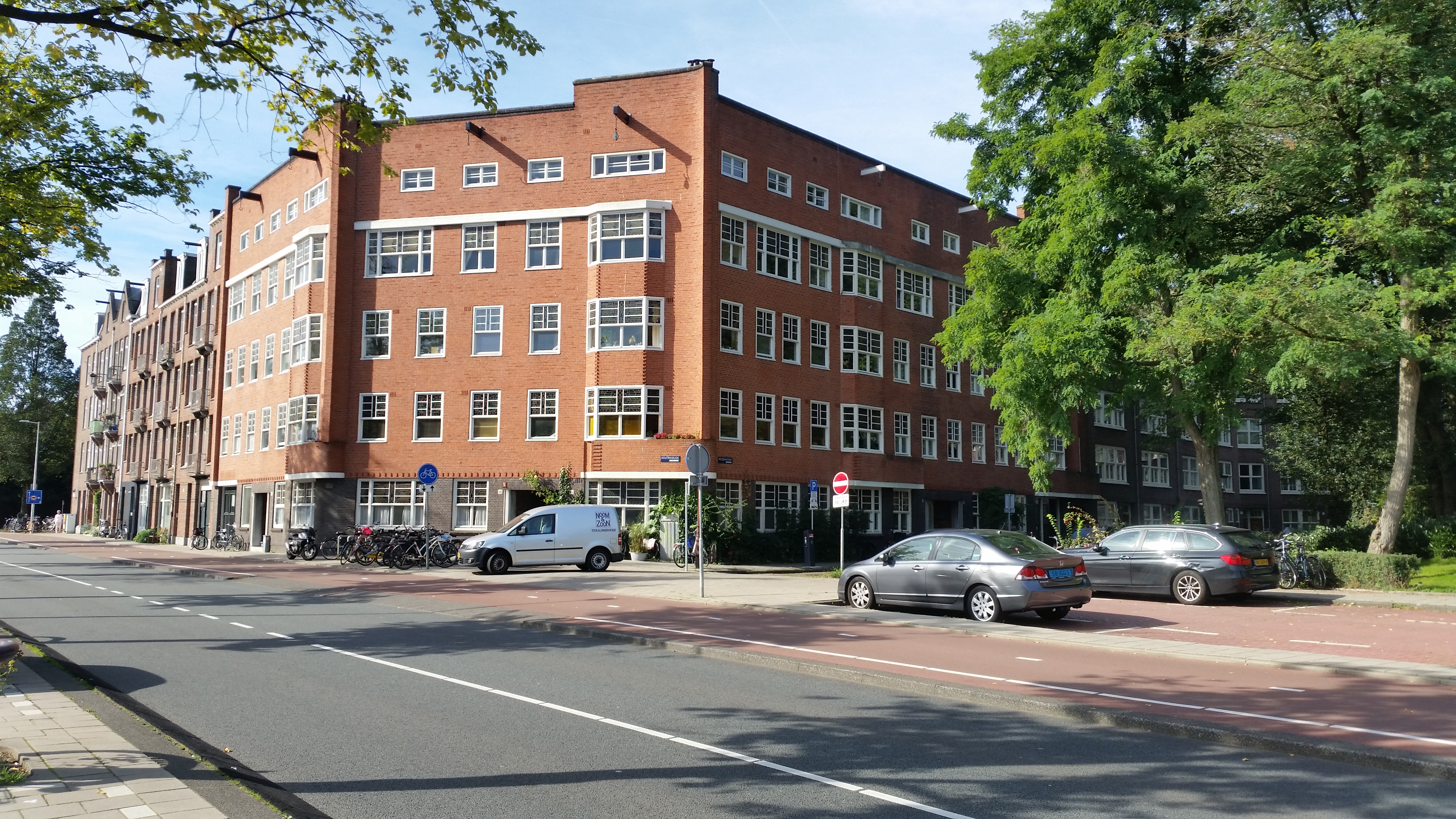
Houtmankade-Westzaanstraat met rechts het plantsoen (september 2019)